# Domaine de Tatebayashi

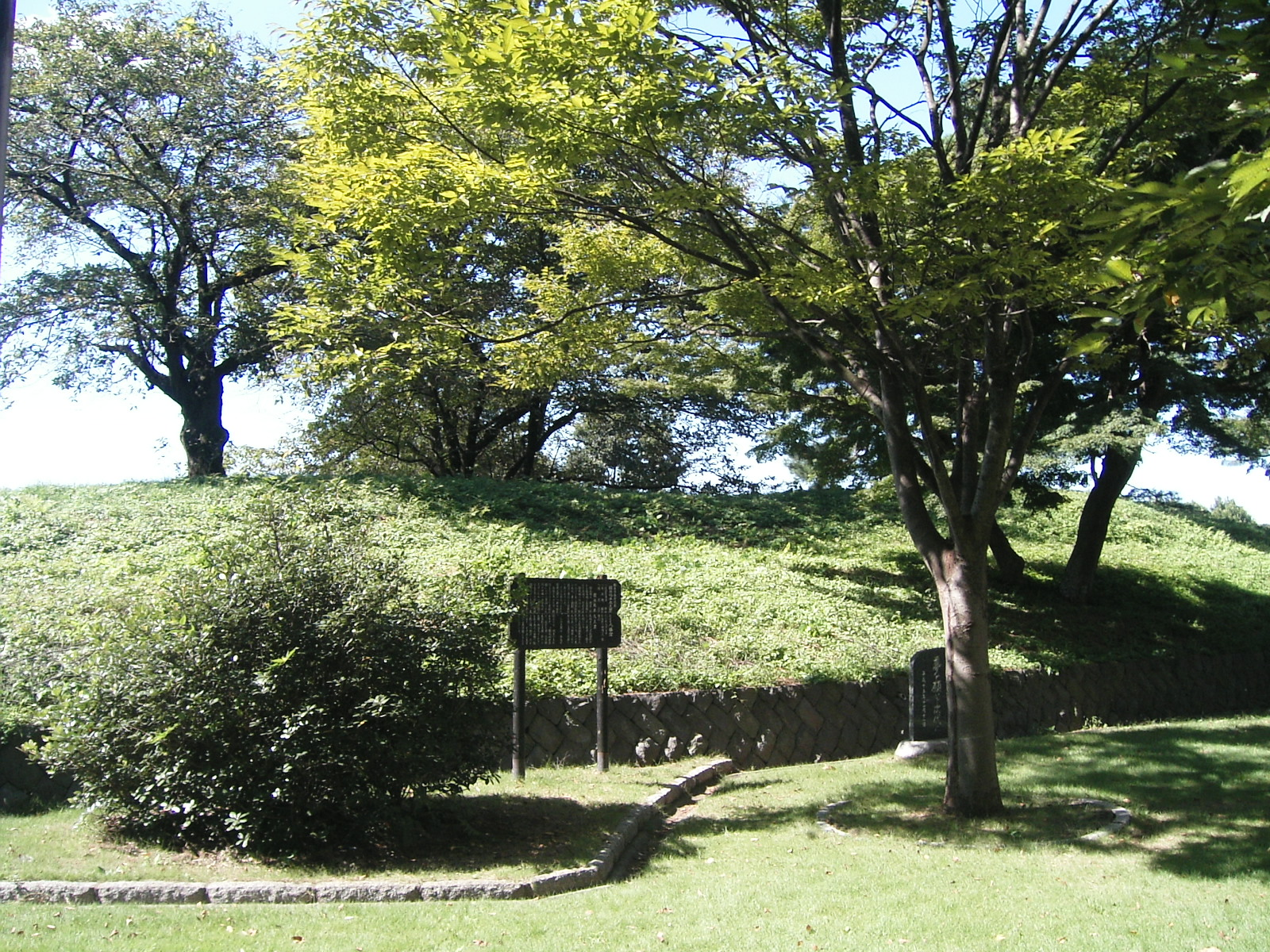
Site du château de Tatebayashi.

Le domaine de Tatebayashi (館林藩, Tatebayashi-han) est un han japonais de l'époque d'Edo situé dans la province de Kōzuke (de nos jours Tatebayashi).

## Liste desdaimyos
- Clan Sakakibara (fudai daimyo ; 100 000 à 110 000 koku)

1. Yasumasa
2. Yasukatsu
3. Tadatsugu

- Clan Matsudaira (Ogyū) (fudai ; 60 000 à 55 000 koku)

1. Matsudaira Norinaga
2. Matsudaira Norihisa

- Clan Tokugawa (shinpan ; 250 000 koku)

1. Tsunayoshi
2. Tokumatsu

- Période du tenryō

- Clan Matsudaira (Ochi) (fudai ; 24 000 à 34 000 à 54 000 koku)

1. Kiyotake
2. Takemasa
3. Takechika

- Clan Ōta (fudai ; 50 000 koku)

1. Sukeharu

- Période du tenryō

- Clan Ōta (fudai ; 50 000 koku)

1. Suketoshi

- Clan Matsudaira (Ochi) (fudai ; 54 000 à 61 000 koku)

1. Takechika
2. Takehiro
3. Nariatsu

- Clan Inoue (fudai ; 60 000 koku)

1. Masaharu

- Clan Akimoto (fudai ; 60 000 à 70 000 koku)

1. Yukitomo
2. Hirotomo

## Source de la traduction
- (en) Cet article est partiellement ou en totalité issu de l’article de Wikipédia en anglais intitulé « Tatebayashi Domain » (voir la liste des auteurs).